# 数学大公式集
《数学大公式集》（英語：Gradshteyn and Ryzhik），是一部综合全面的积分表非正式名称， 最初由俄罗斯的数学家I.S.Gradshteyn和I.M.Ryzhik编写。 它的完整标题是《积分表，级数和公式》（Table of Integrals, Series, and Products）。